# Nemesi (romanzo Jo Nesbø)
Nemesi (Sorgenfri) è un romanzo poliziesco dello scrittore norvegese Jo Nesbø, pubblicato nel 2002. È il quarto della serie di Harry Hole.
La traduzione in lingua inglese del libro ha ricevuto la Nomination all'Edgar Award per il miglior romanzo nel 2010.

## Trama
Harry Hole, ispettore della polizia norvegese di Oslo, si trova ad indagare su un omicidio commesso durante una rapina in banca. Contemporaneamente dovrà districare il mistero della morte di una sua ex, classificato dai suoi colleghi come suicidio. Quello che però loro non sanno è che Harry è stato molto probabilmente l'ultimo a vederla viva. 
Tutto si complica quando alla prima rapina ne seguiranno altre, e quando Hole riceverà misteriose e-mail sul suo presunto coinvolgimento nella morte della ragazza.
La storia si svolge in un continuo intrecciarsi dei due casi, mentre, sullo sfondo, procedono le indagini non ufficiali per la morte della sua collega avvenuta ne Il pettirosso.

## Personaggi
In questo libro, oltre ad Harry Hole, ricompaiono alcuni dei personaggi ricorrenti nel Pettirosso come Bjarne Moller,  Halvorsen che diventa nuovo partner di Hole, Tom Waaler e Rakel Fauke con suo figlio Oleg. Vengono anche introdotti nuovi protagonisti come Beate Lonn, specialista della antirapine, e Øystein Eikeland, tassista amico di vecchia data di Hole.

## Edizioni in italiano
- Jo Nesbø, Nemesi, traduzione di Giorgio Puleo, Casale Monferrato (AL): Piemme, 2007
- Jo Nesbø, Nemesi: [thriller], traduzione di Giorgio Puleo, Milano: Piemme, 2012
- Jo Nesbø, Nemesi, traduzione di Giorgio Puleo, Torino: Einaudi, 2015